# Vedran Ješe
Vedran Ješe (Banja Luka, 3 febbraio 1981) è un ex calciatore croato, di ruolo difensore.

## Carriera

### Club
Il 21 settembre 2021 prima dell'incontro valido per i sedicesimi di finale di Coppa di Croazia contro l'Hajduk Spalato annuncia il suo ritiro dal calcio giocato.

### Nazionale
Ha giocato numerose partite con le varie nazionali giovanili croate.
Nel 2006 ha giocato 2 partite con la nazionale maggiore croata.

## Statistiche

### Cronologia presenze e reti in nazionale
| Cronologia completa delle presenze e delle reti in nazionale ― Croazia | Cronologia completa delle presenze e delle reti in nazionale ― Croazia | Cronologia completa delle presenze e delle reti in nazionale ― Croazia | Cronologia completa delle presenze e delle reti in nazionale ― Croazia | Cronologia completa delle presenze e delle reti in nazionale ― Croazia | Cronologia completa delle presenze e delle reti in nazionale ― Croazia | Cronologia completa delle presenze e delle reti in nazionale ― Croazia | Cronologia completa delle presenze e delle reti in nazionale ― Croazia |
| Data                                                                   | Città                                                                  | In casa                                                                | Risultato                                                              | Ospiti                                                                 | Competizione                                                           | Reti                                                                   | Note                                                                   |
| ---------------------------------------------------------------------- | ---------------------------------------------------------------------- | ---------------------------------------------------------------------- | ---------------------------------------------------------------------- | ---------------------------------------------------------------------- | ---------------------------------------------------------------------- | ---------------------------------------------------------------------- | ---------------------------------------------------------------------- |
| 29-1-2006                                                              | Hong Kong                                                              | Croazia                                                                | 0 – 2                                                                  | Corea del Sud                                                          | Amichevole                                                             | -                                                                      | 77’                                                                    |
| 1-2-2006                                                               | Hong Kong                                                              | Hong Kong                                                              | 0 – 4                                                                  | Croazia                                                                | Amichevole                                                             | -                                                                      | 88’                                                                    |
| Totale                                                                 |                                                                        | Presenze                                                               | 2                                                                      |                                                                        | Reti                                                                   | 0                                                                      |                                                                        |

## Palmarès

### Club

#### Competizioni nazionali
- Campionato croato: 1

NK Zagabria: 2001-2002
- Coppa di Bosnia: 1

Široki Brijeg: 2012-2013